# Dorfturnhalle

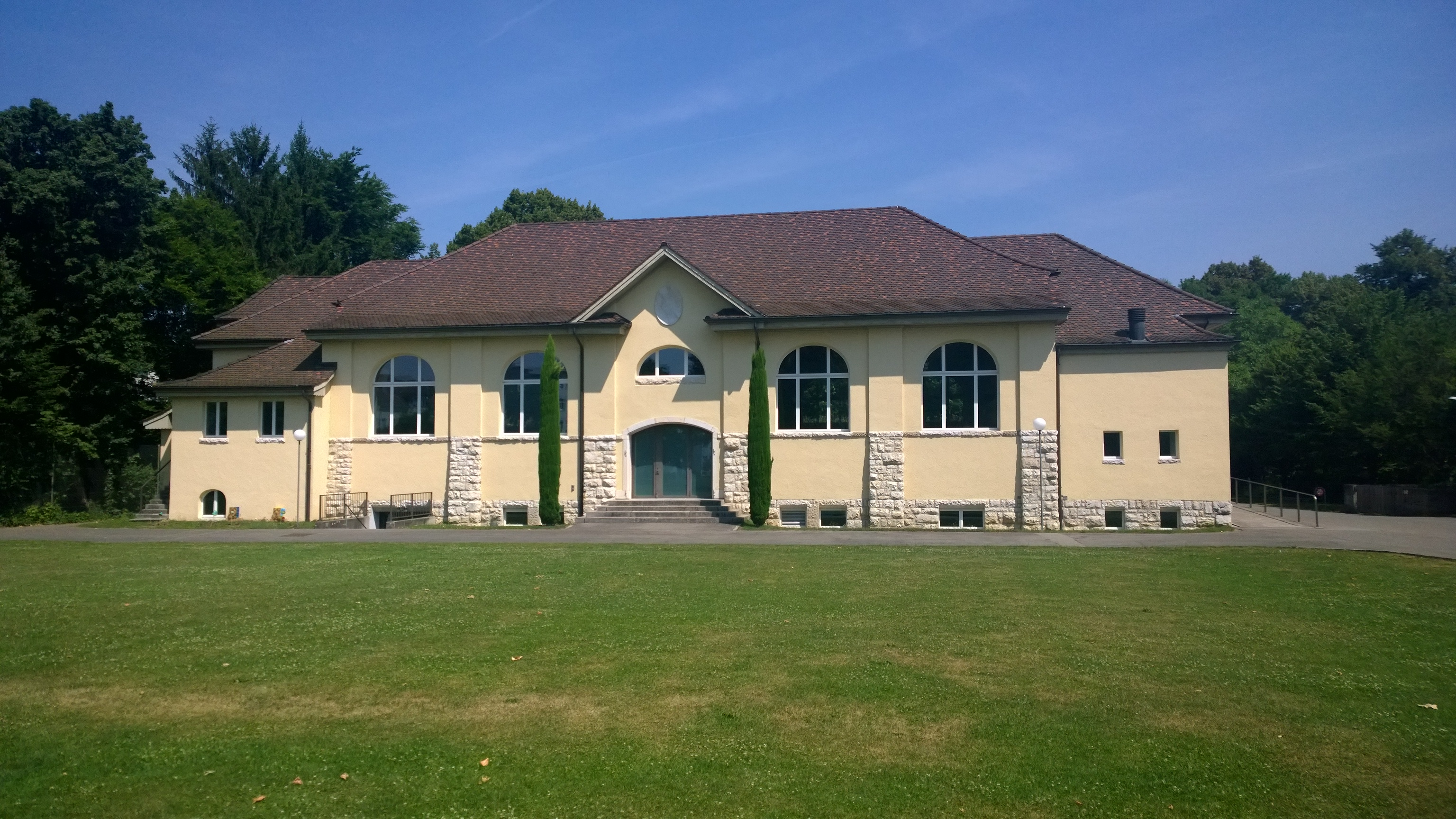
Dorfturnhalle Windisch

Die Dorfturnhalle und Mehrzweckhalle in Windisch im Kanton Aargau ist ein Kulturgut von regionaler Bedeutung.

## Baugeschichte und Beschreibung
1911/12 wurde hinter dem Schul- und Gemeindehaus aus dem Jahr 1888 ein grosszügiger Turnhallenbau erstellt, der auch als Versammlungsraum und Theatersaal dienen sollte. Die Pläne für dieses Mehrzweckgebäude stammen von Albert Froelich, Architekt in Brugg und Charlottenburg, der im ersten Viertel des 20. Jahrhunderts in Brugg einige grosse Bauvorhaben wie z. B. das Vindonissa-Museum realisieren konnte.

## Architektur
Der langgestreckte, gedrungene Heimatstilbau gliedert sich unter einem gestaffelten Walmdach in die von rustikalen Strebepfeilern markierte Mittelpartie mit der geräumigen Turnhalle und die Annexe, die an den Schmalseiten die Zusatzfunktionen des Gebäudes aufnehmen. Die Turnhalle beleuchten hohe Rundbogenfenster. Die Mittelachsen beider Längsseiten, wo breite Stichbogenportale in den Saal führen, betonen Quergiebel. In der Firstmitte thronte ursprünglich ein Dachreiter. Am Aussenbau verrät der charakteristische Wechsel zwischen glatten Putzflächen und rustizierten Hausteinpartien aus Jurakalk zur Betonung des Hauptkubus die Handschrift Froelichs. Die Rauminszenierung ähnelt mit Eingangspartie, Hauptbau und Erschliessungstrakt sowie niedrigen Eckkuben jener im kurz zuvor konzipierten Vindonissa-Museum.